# ملاصدرا
صدرالدین محمد بن ابراهیم قوام شیرازی یا مُلاصَدرا و صدرالمتألهین (۹۷۹ – ۱۰۴۵ (قمری)) حکیم
متأله و فیلسوف ایرانی سدهٔ یازدهم هجری قمری و بنیان‌گذار حکمت متعالیه است. کارهای او را می‌توان نمایش دهندهٔ نوعی تلفیق از هزار سال تفکر و اندیشهٔ اسلامی پیش از زمان او به حساب آورد. بسیاری از مراکز علمی در شهرهای ایران و جهان و نام برخی از خیابان‌های شهرها همچون شیراز، تهران، مشهد، اصفهان، قزوین و یزد به نام این فیلسوف است.

## کودکی و نوجوانی
ملاصدرا در روز 9 جمادی‌الاول ۹۷۹ (۱۵۷۱ میلادی) در محله قوام  شیراز زاده شد و او را محمد نامیدند. به روایتی پدر او خواجه ابراهیم قوام، مردی دانشمند و وزیر فرماندار پارس - محمد میرزا که بعدها به شاه محمد خدابنده معروف شد بود - و صدرالدین محمد تنها فرزند او، حاصل یک دعا بود. به باور هانری کربن خواجه ابراهیم بازرگان بود و به خرید و فروش مروارید، شکر بنگاله و شال کشمیری می‌پرداخت. وی هر از گاهی برای به دست آوردن مروارید به مغاص لؤلؤ در بحرین می‌رفت.
ابراهیم قوام در آغاز، محمد کوچک را به مکتب‌خانه ملااحمد در محله قوام و به نزد ملااحمد برد. محمد دو سال در این مکتب‌خانه خواندن و نوشتن و قرائت قرآن را فراگرفت. سپس او را به یک معلم خانگی به نام ملا عبدالرزاق ابرقویی سپردند تا به محمد صرف و نحو بیاموزد.
دو پیشامد سبب وقفه در تحصیل محمد نوجوان شد، یکی وفات ملا عبدالرزاق ابرقویی بود که محمد نوجوان را در مرگ استاد خود سوگوار کرد و دیگر وفات شاه طهماسب یکم صفوی و به پادشاهی رسیدن شاه اسماعیل دوم صفوی که سبب ناامنی ایران از جمله شیراز گشت، و ابراهیم قوام از بیم جان خانوادهٔ خود را از شیراز به امیرنشین‌های جنوب خلیج فارس کوچاند.
پس از کشته شدن شاه اسماعیل دوم و با به فرمانروایی رسیدن شاه عباس یکم دوران هرج‌ومرج به پایان رسید و ابراهیم و خانواده‌اش به شیراز بازگشتند. محمد به فرمان پدرش به بصره رفت و در حجرهٔ بازرگانی شیرازی به نام یوسف بیضاوی که پدرش با او قرارداد بازرگانی بسته بود، به کار مشغول شد.
سه ماه پس از آن، ابراهیم قوام به دیار باقی شتافت و محمد سوگوار ناگزیر به شیراز بازگشت و به گرداندن حجره‌های بازرگانی پدرش پرداخت.

## زندگی و تحصیل در قزوین و سپس اصفهان

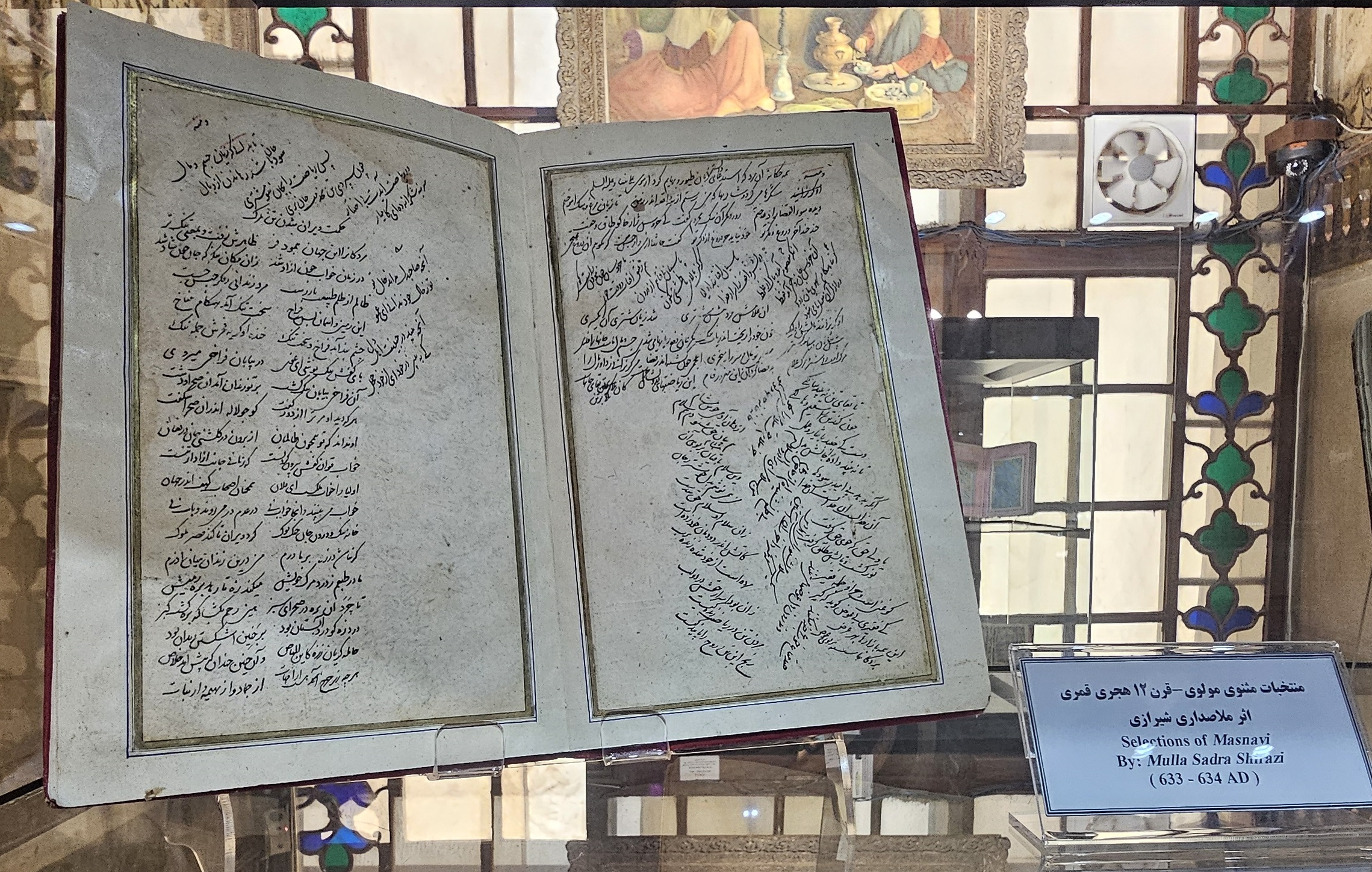
دست‌خط ملاصدرا -مثنوی مولوی (موزه پارس)

ملاصدرا در سن ۶ سالگی به همراه پدرش در پی شاه محمد خدابنده به قزوین پایتخت آن دوران صفویان رفت و دوران نوجوانی و جوانی اش را در آن سامان سپری کرد، او درمدرسه «التفاتیه» قزوین حجره‌ای داشت که هم‌اکنون نیز برای بازدید «طلبه‌ها» و «گردشگران» پابرجااست، سنگ بنای پیشرفت علمی او در حوزه‌های علمیه قزوین بود.
در همان‌جا با شیخ بهایی و میرداماد آشنا شد و پس از انتقال پایتخت به اصفهان، با استادانش به اصفهان مهاجرت نمود.
او در مدرسه خواجو اصفهان نیز از محضر درس استادانش شیخ بهایی، میرداماد (معلم ثالث) و میرفندرسکی بهره جست. ملاصدرا دروس فقه، علوم حدیث و تفسیر را از شیخ بهایی، حکمت الهی و حکمت شرق و غرب را از میرداماد و علم ملل و نحل را از میرفندرسکی آموخت.
به هر حال شاه عباس یکم در پایان سال ۹۹۹ هجری قمری (به روایتی ۱۰۰۶)، از قزوین به اصفهان نقل مکان کرد و این شهر را به پایتختی خویش برگزید.
در بخش‌کردن میراث یکی از توانگران اصفهان، هوش، آگاهی و دانش ملاصدرا در مسایل فقهی بر شاه عباس آشکار شد و شاه تصمیم گرفت تا از مدرسه خواجه بازدید کند و با شیخ بهایی و ملاصدرا بیشتر آشنا شود.

## دوران تبعید

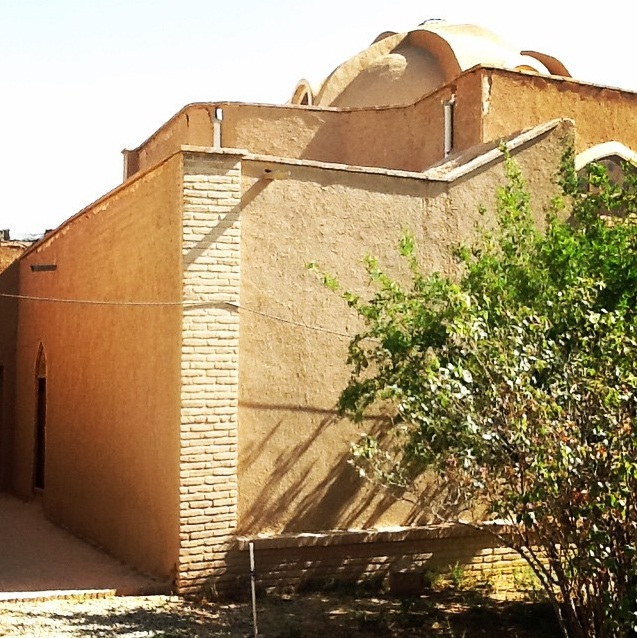
خانه ملاصدرا در شهر کهک از توابع قم.

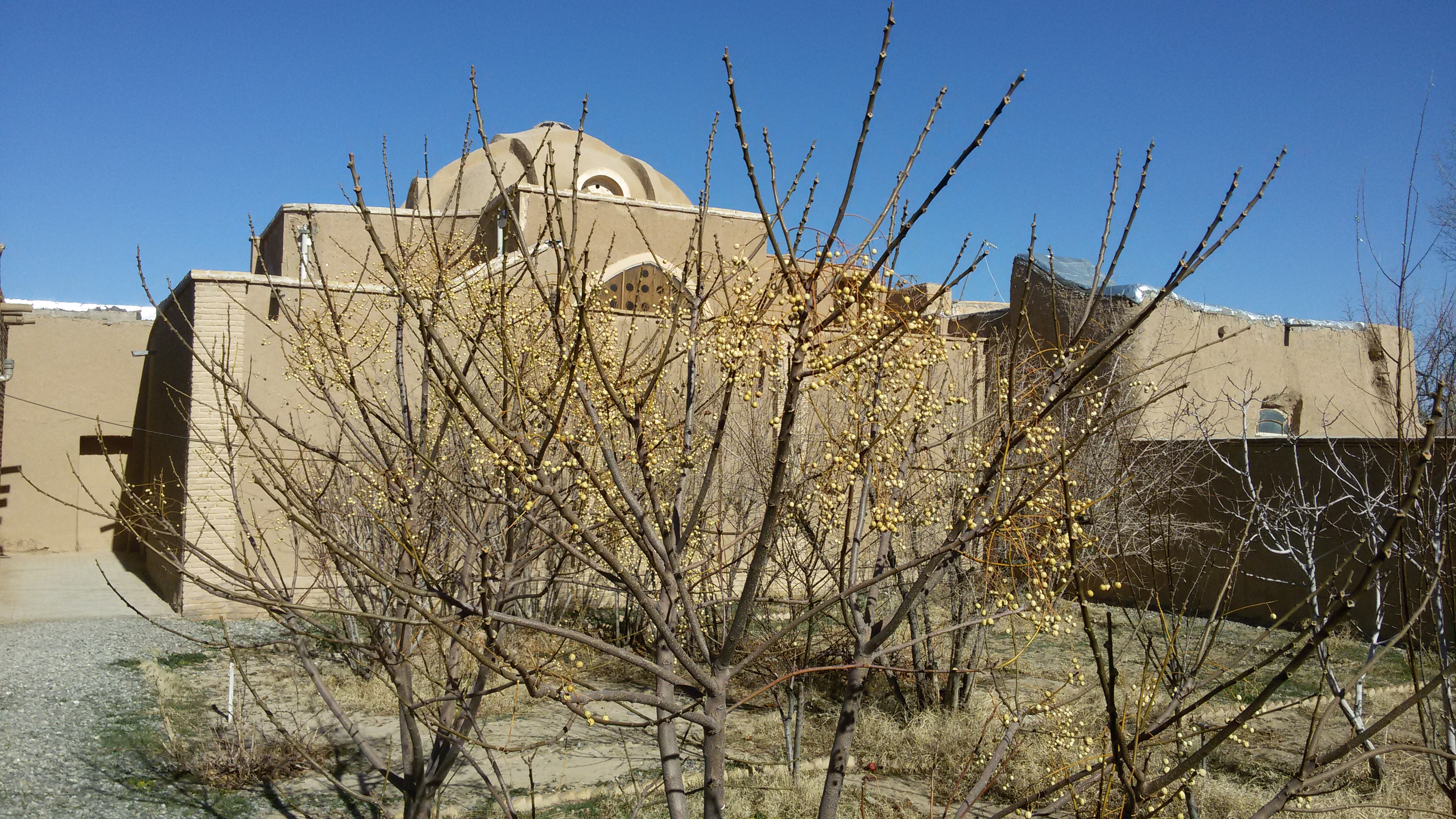
ملاصدرا در سال‌های آخر عمرش در اینجا زندگی می‌کرد

ملاصدرا پس از کسب درجهٔ اجتهاد، به تدریس در مدرسهٔ خواجه پرداخت، اما از آنجایی که نظریاتش در برخی مسائل فقهی با بیشتر دانشمندان قشری اصفهان متفاوت بود، او را به بدعت‌گذاری در دین متهم ساختند و خواهان اخراج او از مدرسه و در نهایت تبعید او از اصفهان شدند. بدین سان ملاصدرا از اصفهان تبعید شد. او راه مورچه خورت را در پیش گرفت و از آن‌جا راهی کهک قم گشت.
برخی از اتهام‌هایی که به وی می‌زدند در کتاب گفتگوی خرد آمده است.
ملاصدرا در دوران تبعید به حوزه‌هایی رفت اما به او اجازه نمی‌دادند. جلوی او را می‌گرفتند و او را مرتد می‌خواندند. ملاصدرا به مدت ۵ یا ۷ سال در کهک قم و در تبعید زیست، اما هرگز کار تدریس و پژوهش را رها نکرد و در همان روستای کوچک و دورافتاده به برگزاری نشست آموزشی پیشی گرفت. آموزش‌های وی بیشتر دربارهٔ اندیشه‌ها و باورهای حکیمان و دانشمندان ایرانی مانند شهاب‌الدین سهروردی، ابن سینا و ابویعقوب الکندی و برخی از دانشمندان اندلسی همچون ابن عربی و ابن رشد بودند. به سخنی دیگر، او در این زمان به ریاضت و عبادت پرداخت و مدتی را نیز در شهر قم سپری نمود.

## بازگشت بهشیراز
الله‌وردی‌خان حاکم ایالت فارس دودمان صفویان در زمان شاه عباس یکم هنگام ساخت مدرسه خان در شیراز، ملاصدرا را که توسط علمای اصفهان تکفیر و در کهک تبعید شده بود به شیراز دعوت کرد. او نامه‌ای بدین مضمون به ملاصدرا نوشت:
«من نمی‌توانم به کهک بیایم تا بتوانم از محضر درس شما استفاده کنم و به همین جهت در شیراز بنای مدرسه‌ای را برای شما شروع کرده‌ام و همین که تمام شد اطلاع می‌دهم که بیایید و در این مدرسه تدریس کنید».

الله‌وردی خان در وقف نامه مدرسه خان تصریح کرد که اختیار تدریس را به ملاصدرا واگذار می‌کنم تا اینکه هر درسی را که می‌خواهد در برنامه دروس مدرسه قرار دهد.
حکومت صفوی و در راس آنان شاه عباس تمایلی به تبعید ملاصدرا از اصفهان نداشتند و شاه عباس صفوی به اجبار علمای اصفهان به این کار تن داد. از این رو، الله‌وردی خان گرجی حاکم فارس، بر آن شد که برای این دانشمند در شیراز مدرسه‌ای ساخته و از او برای تدریس در این مدرسه دعوت کند. با پایان یافتن ساخت و ساز بخش مهمی از این مدرسه که بعدها به مدرسه خان نامی شد، الله‌وردی خان چشم از جهان بست و به دیار باقی شتافت. پس از او فرزند وی امام‌قلی خان که از دوستان دوران جوانی ملاصدرا بود پس از پدرش به حکومت فارس رسیده بود، پس از فتح هرمز و بیرون راندن پرتغالی‌ها از خلیج فارس، و در پی پیروزی حکم رفع تبعید ملاصدرا را از شاه عباس گرفته و ملاصدرا را به شیراز دعوت کرد.

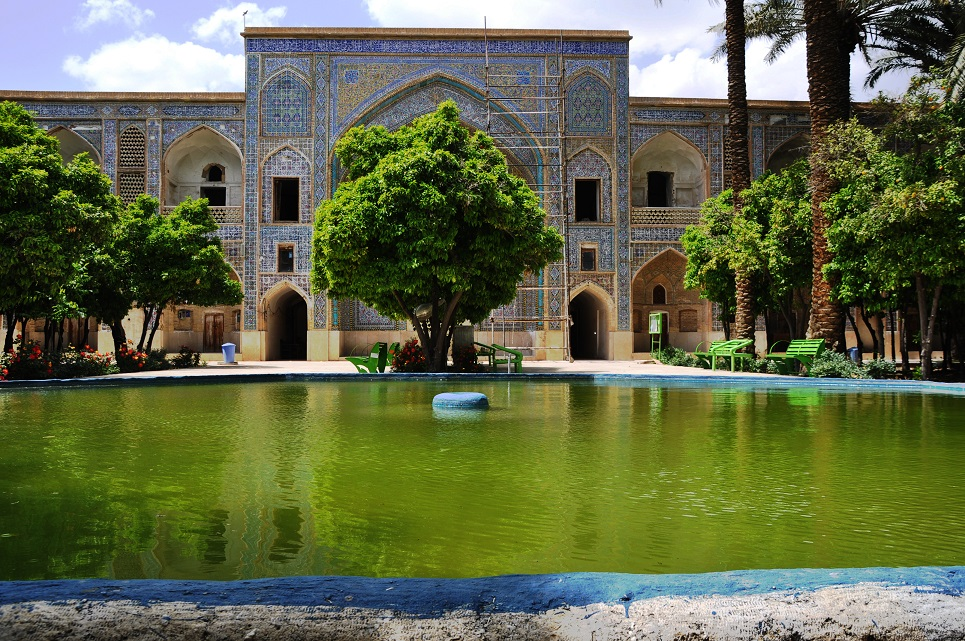
محل تدریس ملاصدرا در مدرسه خان، شیراز

درخشان‌ترین دوره زندگی ملاصدرا از لحاظ سودی که به جامعه رساند و طی آن دوره کتاب‌های فراوان و ارزشمندی نگاشت، دوره‌ای است که او پس از بازگشت از کهک در شیراز شروع به تدریس کرد.
ملاصدرا پس از بازگشت به شیراز، تدریس در این مدرسه نوساز را آغاز کرد. در این مدرسه افزون بر حکمت و فقه، ادبیات، اخترشناسی، ریاضیات، شیمی، معرفةالارض (زمین‌شناسی) و علوم طبیعی نیز تدریس می‌شد. اهمیت این مدرسه از مدرسه خواجه اصفهان نیز فزونی یافت.
الله‌وردی خان گرجی با این اقدام خود، دانشگاهی به مفهوم واقعی آن روز بنیان گذاشت، که در آن افزون بر حکمت، فقه، ادب، نجوم، علم حساب، هندسه، زمین‌شناسی، جانورشناسی، گیاه‌شناسی و شیمی تدریس می‌شد. ملاصدرا در پناه فرهنگ دوستی و آزاداندیشی الله وردی خان گرجی تألیفات فراوانی از خود بر جای گذاشت، اما مهم‌ترین حاصل عمر وی بنیاد نهادن حکمت متعالیه بود. بدین وسیله به عالم تشیع خدمتی عظیم نمود.

## درگذشت
بنا بر مشهور ملاصدرا در سال ۱۰۵۰ قمری (۱۶۴۰ میلادی) درگذشته است، اما مطابق یادداشت‌های نوه او به نام محمد علم‌الهدی (فرزند فیض کاشانی)، سال صحیح درگذشت وی ۱۰۴۵ قمری (۱۶۳۵ میلادی) بوده است، و گسست ناگهانی و ناقص ماندن برخی نوشته‌های وی مانند تفسیر قرآن و شرح اصول کافی از (شیخ کلینی) در حدود سال ۱۰۴۴ قمری (۱۶۳۴ میلادی)، تاییدکننده این ادعاست.
وفات ملاصدرا در شهر بصره واقع شد ولی بنابر سنت شیعیان او را به شهر نجف بردند و بنابر گفته نوه وی، علم‌الهدی، او را در سمت چپ صحن حرم علی بن ابی‌طالب دفن نمودند.

### سالروز بزرگداشت
هر ساله در ایران، روز اول خرداد، تحت عنوان «سالروز بزرگداشت ملاصدرا» شناخته و مراسمی برپا می‌شود. هم‌چنین در تقویم رسمی جمهوری اسلامی ایران، در بخش مناسبت‌ها، یکم خرداد به نام وی «روز بزرگداشت ملاصدرا [صدرالمتألهین]» نام‌گذاری شده است.

## فرزندان ملاصدرا
ملاصدرا پنج فرزند (سه دختر و دو پسر) داشته است که عبارتند از:
- ام کلثوم (متولد سال ۱۰۱۹ قمری، ۱۶۰۹ میلادی)، او بزرگ‌ترین فرزند ملاصدرا که دانشمند و شاعر و زنی اهل عبادت و زهد بوده و به همسری ملا عبدالرزاق لاهیجی (شاگرد معروف ملاصدرا) درآمده است.
- ابراهیم (متولد سال ۱۰۲۱ قمری، ۱۶۱۱ میلادی)، وی یکی از دانشمندان زمان خود بوده و فیلسوف و فقیه و متکلم و مفسر شمرده می‌شد و از علوم دیگر مانند ریاضیات نیز بهره داشته است. وی کتابی به نام عروة الوثقی در تفسیر قرآن و شرحی بر کتاب لمعة الدمشقیه فقیه لبنانی «شهید» نوشته و چند کتاب دیگر در فلسفه نیز به وی نسبت داده‌اند.
- زبیده (متولد سال ۱۰۲۴ قمری، ۱۶۱۴ میلادی)، وی همسر ملا محسن فیض کاشانی (شاگرد دیگر ملاصدرا) شده است.
- نظام الدین احمد (متولد سال ۱۰۳۱ قمری، ۱۶۲۱ میلادی)، او در کاشان متولد و در سال ۱۰۷۴ ق (۱۶۶۴ میلادی) در شیراز فوت کرده است. وی نیز فیلسوف و ادیب و شاعر بوده است.
- معصومه (متولد سال ۱۰۳۳ قمری، ۱۶۲۳ میلادی)، این دختر ملاصدرا نیز همسر یکی دیگر از شاگردان ملاصدرا به نام قوام الدین محمد نیریزی شد و نیز در دانش و شعر و ادبیات معروف بوده است. برخی شخص دیگری را به نام ملا عبدالمحسن کاشانی، شوهر او دانسته‌اند که او نیز شاگرد ملاصدرا بوده است.[۳۲]

## باورها
ملاصدرا شیعه مذهب و پیرو آئین دوازده‌امامی بود، به اصول و فروع دین اسلام و مذهب شیعه اعتقاد داشت. همان‌طور که در فقه شیعه چهار اصل قرآن، حدیث، عقل و اجماع برای بدست آوردن احکام بکار می‌رود، ملاصدرا نیز در مباحث عقلی تلاش وافری نمود تا این وجهه از برهان جایگاه خود را در مذهب شیعه دوباره بازیابد، وی در کتاب الاسفارالاربعه جلد ۸ آورده است: «نمی‌شود قوانین این دین بر حق‌الهی (اسلام) که چون خورشید روشن و درخشان است با دانش استدلالی یقینی مخالفت داشته باشد. نیست باد فلسفه ای که قوانینش با کتاب قرآن و سنت رسول خدا و ائمه اطهار مطابقت نداشته باشد.»

### عرفان شیعی
ملاصدرا بر این باور بود که مذهب شیعه دو وجه دارد، وجه ظاهری، یعنی همان شریعت و احکام دینی، و وجه باطنی، که همان درون‌مایه و حقیقت مذهب شیعه است و ملاصدرا آن را عرفان شیعی می‌نامید. او برای رستگاری انسان، هم شریعت و پایبندی به فرایض دین را لازم می‌شمرد و هم سیر و سلوک عرفانی برای رسیدن به حقیقت مذهب شیعه را ضروری می‌دانست. این در حالی بود که بیشتر دانشمندان قشری اصفهان، دید خوبی نسبت به عرفان نداشتند. ایشان بر این باور بودند که بسیاری از عارفان، به احکام دین اسلام پایبند نیستند و عمل به فرایض دینی را برای رسیدن به رستگاری لازم نمی‌بینند. یکی از دلایل تبعید ملاصدرا از اصفهان همین باور بود.
ملاصدرا اگرچه به عرفان باور داشت، اما کوتاهی از احکام و واجبات دین را به بهانهٔ سیر و سلوک عرفانی رد می‌کرد. با دانشمندان قشری نیز به دلیل ستیز با عرفان شیعی مخالف بود. همچنین با برخی از صوفیان که عمل به واجبات دینی را ضروری نمی‌دانستند، مخالف بود.
البته برخی معتقدند ملاصدرا با ادغام فلسفه و عرفان ناخواسته راه را برای بسته شدن مسیر فلسفه ورزی در جهان اسلام فراهم کرد.

## حکمت متعالیه
مکتب ملاصدرا که حکمت متعالیه نامیده می‌شود، بر اصل «وجود» و تمایز آن از «ماهیت» استوار است. بنابر دیدگاه او، بدیهی‌ترین مسئلهٔ جهان، مسئلهٔ وجود یا هستی است که ما با علم حضوری و دریافت درونی خود، آن را درک کرده و نیازی به اثبات آن نداریم. اما ماهیت، آن چیزی است که سبب گوناگونی و تکثر پدیده‌ها می‌شود و به هر وجود، قالبی ویژه می‌بخشد. همهٔ پدیده‌های جهان در یک اصل مشترکند که همان «وجود» نام دارد و وجود، یگانه است؛ زیرا از هستی‌بخش (یعنی خداوند یگانه) سرچشمه گرفته، اما ویژگی‌های هر یک از این پدیده‌ها از تفاوت میان ذات و ماهیت آن‌ها حکایت دارد؛ بنابراین دیدگاه، اصل بر وجود اشیاء است و ماهیت، معلول وجود به‌شمار می‌آید.

ملاصدرا در مخالفت با استادش میرداماد که خود پیرو سهروردی بود، مدعی شد که «وجود» امری حقیقی است و ماهیت امری اعتباری. صدرا دربارهٔ حرکت نیز نظریه جدیدی عرضه کرد که به حرکت جوهری مشهور است. تا قبل از آن تمامی فلاسفه مسلمان، معتقد به وجود حرکت در مقولات نه‌گانه عَرَض بودند و حرکت را در جوهر محال می‌دانستند. اما صدرا معتقد به حرکت در جوهر نیز بود و موفق شد چهار جریان فکری یعنی کلام، عرفان، فلسفه افلاطون و فلسفه ارسطو را در یک نقطه گرد آورد و نظام فلسفی جدید و مستقلی به وجود آورد.

## رئوس فلسفه

### هستی‌شناسی
اعتقاد ملاصدرا بر آن بود که «وجود مقدم بر ماهیت است و بر اساس این اصل است که هر شیئی اول باید وجود داشته باشد تا بتواند ماهیت داشته باشد». شایان ذکر است که این مسئله برای ملاصدرا مخصوصاً در مورد خداوند و موقعیت خداوند در جهان هست صادق بود، خصوصاً از آن جهت که بتواند موضع خداوند را از دیدگاه قرآن با جهان‌شناسی فلسفی دوران طلایی اسلامی که تحت تأثیر فلسفهٔ یونان بود وفق دهد.
در نگرش مابعدالطبیعی ملاصدرا وجود بر ماهیت مقدم است، بدین معنی که ماهیات، کثرت دارند و بر حسب شدت (برگرفته از تعریف هانری کوربن) «وجودشان» متغیر و متعددند (تشکیک وجود). در نتیجه ماهیت لایتغیر و قدیم نیست. مزیت این جهان‌بینی آن است که با اصول قرآنی همخوانی دارد و همچنین هیچ‌یک از فلاسفهٔ مشایی یا افلاطونی اسلامی پیش از خود را نفی نمی‌کند.
بدین سان ملاصدرا تغییر نکردن را تنها به خداوند تعلق می‌دهد و همزمان وجود و ماهیت را درونا به یکدیگر ارتباط می‌دهد، و قدرت خدا را محیط بر وجود قرار می‌دهد. با این کار، ملاصدرا به خداوند بر همه چیز قدرت داده است و همزمان با آن مسئلهٔ علم خداوند بر مصادیق را، علی‌الخصوص بر مصادیق بدی بدون آنکه خود نسبت به آنها مسئول باشد، حتی سلطهٔ خداوند بر چیزهایی که زیرساخت به‌وجود آمدن بدی هستند را حل می‌کند. این راه‌حل هوشمندانه، اختیار، برتری خداوند، بی‌نهایت بودن علم خدا، وجود بدی، تعاریف وجود و ماهیت به عنوان دو حقیقت درهم تنیده هنگامی که از منظر انسان به آن نگاه می‌شود و به عنوان دو حقیقت در بنیان مجزا وقتی از منظر خداوند به آنها نگاه می‌شود را نیز تبیین می‌کند.

### حرکت جوهری
یکی دیگر از پایه‌های تفکر ملاصدرا نظریهٔ حرکت جوهری (الحرکة الجوهریة به عربی) است که بر اساس این فرض است که همه چیز در طبیعت از جمله کرات آسمانی تحت تغییری در جوهر خود هستند که بواسطهٔ جریانی درونی (سریان الوجود) و رخنه‌کردن وجود در آنها (فیض) است که سهم وجود هر یک از موجودات را به آنها می‌بخشد. بر خلاف ارسطو و ابن‌سینا، که تغییر را تنها در چهار دستهٔ کمیت، کیفیت، وضعیت و مکان پذیرفته بودند، ملاصدرا تغییر را واقعیتی جهان‌شمول می‌دانست که در همه‌چیز از جمله در جواهر مادی نیز جریان دارد.

### حقیقت وجود
ملاصدرا بر این باور بود که حقیقت، وجود است. او باور داشت که یک ماهیت به خودی خود یک لفظ کلی است و در واقعیت وجود ندارد.
به قول فضل‌الرحمن در بارهٔ جهان‌شناسی وجودی ملاصدرا: وجود تنها واقعیت (حقیقت) است. بدین معنی که وجود و حقیقت یک مفهوم واحد هستند. وجود، واقعیت جهان‌شمول است و چیزی خارج از آن موجود نیست. ماهیات به یک واقعیت نیاز دارند تا وجود داشته باشند و این واقعیت همان وجود است. در نتیجه نمی‌توان منکر وجود شد. چون نمی‌توان منکر وجود شد بدیهی است که وجود همان خدا است. خدا را نباید در کون و مکان جستجو کرد، بلکه خداوند موجد تمام وجودات است. حقیقت همان‌طور که در قرآن نیز به آن اشاره شده یکی از اسماءالله است.
می‌توان برهان وجود خدا را از دیدگاه ملاصدرا بدین گونه خلاصه کرد:
1. یک وجود هست
2. که این وجود کمالی است فوق تمام کمال‌ها
3. خدا کامل است و کمال وجود است
4. وجود واحد است و حقیقت بسیط.
5. این حقیقت واحد در شدت کمال خود مشکک است
6. این طیف شدت کمال باید یک حد مشخص داشته باشد، یعنی در یک سر نقطه‌ای باشد در شدیدترین حد خود و شدیدترین وجود
7. بنابر این خدا وجود دارد

### علیت
ملاصدرا استدلال کرد که هر ممکن‌الوجود نیاز به علتی دارد که تعادلی که ممکن‌الوجود بین وجود و عدم دارد را به نفع وجود تغییر دهد. هیچ چیز نمی‌تواند بدون علت به وجود بیاید. به علت آنکه هستی جهان بستگی به علت‌العلل دارد، نه تنها وجود خدا ضرورت پیدا می‌کند، بلکه خدا لزوماً مسئول اولین کنش خلقت نیز می‌باشد.
همچنین ملاصدرا اعتقاد داشت که تسلسل محال است زیرا زنجیرهٔ علت و معلول تنها در صورتی ممکن است که ابتدا، میانه و انتها داشته باشد. به صورتی که در ابتدا باید به صورت علت مطلق، در انتها به صورت معلول مطلق و در میانه به صورت سلسله‌ای از علت و معلول برای یکدیگر می‌باشد.
سلسلهٔ علیت ملاصدرا نوعی از هستی‌شناسی وجودی درون ساختار کیهان‌شناسی‌ای است که اسلام آن را پشتیبانی می‌کند. برای ملاصدرا غایت در علیت همان قدر خالص است که آغاز در آن زنجیره که به صورتی کاربردی خدا را در ابتدا و انتهای خلقت قرار می‌دهد: ظرفیت خداوند برای حساب شدت یک واقعیت وجودی و ارتباط آن با مبدأ آنها به جای دانستن اثرات آنها ساختاری موافق با اسلام برای قضاوت خداوند در مورد واقعیت بدون آنکه با مصادیق آلوده شود می‌دهد. این موضوع یک راه‌حل هوشمندانه برای سؤالی بود که فلسفهٔ اسلامی را برای تقریباً هزار سال درگیر خود کرده بود: چطور خدا می‌تواند گناه را قضاوت کند بدون آن که خود گناه را بداند.

### قاعده اتحاد عقل و عاقل و معقول در حصول معرفت
اتحاد عاقل و معقول اصطلاحی در فلسفه است که به کیفیت ادراک مربوط می‌شود. قاعده «اتحاد عقل و عاقل و معقول» از ابتکارات فلسفی ملاصدرا است. وی معتقد است در تکوین شناخت، قوه شناخت و شخص ادراک‌کننده (مدرِک) و موضوع ادراک‌شونده (مدرَک)، سه چیز مستقل از یکدیگر نیستند. در هر عمل شناخت، وجودی پدید می‌آید که در همان حال که نوعی وجود شیء ادراک‌شونده است در ظرف ادراک، نوعی وجود برای نفس ادراک‌کننده هم هست. نفس ادراک‌کننده این وجود را، که فعل خویش است، به وسیله قوّه فاعله ادراکی خویش آفریده است. این قوّه ادراکی، در حقیقت، خود نفس در مرتبه فعل و تأثیر است.

## شاگردان
- ملا محسن فیض کاشانی (داماد وی)
- عبدالرزاق (فیاض) لاهیجی (داماد وی)
- قوام‌الدین محمد نیریزی
- ملا عبدالمحسن کاشانی
- ملا حسین تنکابنی[۴۴][۴۵]
- حکیم آقاجانی
- ملا محمد یوسف الموتی[۴۶]

با وجود زمان طولانی که ملاصدرا در شیراز، قم و اصفهان تدریس کرده است، اما تاریخ از شاگردان او جز تعداد اندکی نام نبرده است. مشهورترین آن‌ها دو دامادش ملا محسن فیض کاشانی و فیاض لاهیجی می‌باشند که توسط ملاصدرا ملقب به فیض و فیاض گردیدند.

## آثار
آثار ملاصدرا را بیش از پنجاه اثر دانسته‌اند که آن‌ها را بر حسب نوع تفکر موجود در پس هریک، می‌توان در دو دسته اصلی علوم نقلی و علوم عقلی جای داد.

- الحکمة المتعالیة فی الأسفار العقلیة الاربعة، ترجمه کامل این کتاب با عنوان «اسفار عقلی اربعه» با ترجمه محمد خواجوی توسط انتشارات مولی منتشر شده است.
- مفاتیح الغیب، ترجمه محمد خواجوی، انتشارات مولی.
- أسرار الآیات، ترجمه محمد خواجوی، انتشارات مولی.
- التعلیقة علی إلهیات الشفاء (ناتمام)
- شرح اصول الکافی (ناتمام، ترجمه و تصحیح محمد خواجوی، پژوهشگاه علوم انسانی و مطالعات فرهنگی.
- المشاعر، ترجمه غلامحسین آهنی، انتشارات مولی.
- إیقاظ النائمین
- رسالة فی الواردات القلبیة (التسبیحات القلبیة)
- رسالة فی الحشر، ترجمه و تصحیح محمد خواجوی، انتشارات مولی.
- رسالة فی إتصاف الماهیة بالوجود
- رسالة فی التشخص
- رسالة فی الحدوث، ترجمه و تصحیح محمد خواجوی، انتشارات مولی.
- رسالة فی القضاء والقدر
- رسالة فی سریان الوجود
- رسالة مسماة بإکسیر العارفین
- تفسیر القرآن الکریم:

الف ـ آیة النور، ترجمه و تصحیح محمد خواجوی، انتشارات مولی.
ب ـ آیة الکرسی
ج ـ سورة الأعلی، ترجمه و تصحیح محمد خواجوی، انتشارات مولی.
د ـ سورة البقرة (ناتمام)
ه ـ سورة الجمعة، ترجمه و تصحیح محمد خواجوی، انتشارات مولی.
و ـ سورة الحدید
ز ـ سورة الزلزال، ترجمه و تصحیح محمد خواجوی، انتشارات مولی.
ح ـ سورة السجدة
ط ـ سورة الطارق، ترجمه و تصحیح محمد خواجوی، انتشارات مولی.
ک ـ سورة الفاتحة
ل ـ سورة الواقعة، ترجمه و تصحیح محمد خواجوی، انتشارات مولی.
م ـ سورة الیس
- سه اصل، تصحیح محمد خواجوی، انتشارات مولی.
- رسالة العرشیة، ترجمه و تصحیح محمد خواجوی، انتشارات مولی.
- المظاهر الإلهیة
- متشابهات القرآن
- المسائل القدسیة (الحکمة القدسیة ـ القواعد الملکوتیة ـ طرح الکونین)
- أجوبة مسائل بعض الخلان
- الشواهد الربوبیة فی المناهج السلوکیة، ترجمه علی بابایی، انتشارات مولی.
- المبدأ و المعاد
- زاد المسافر (زاد السالک)
- رسالة فی إتحاد العاقل والمعقول، ترجمه علی بابایی، انتشارات مولی.
- أجوبة المسائل الجیلانیة
- أجوبة المسائل الکاشانیة
- أجوبة المسائل النصیریة
- رسالة فی إصالة جعل الوجود، ترجمه علی بابایی، انتشارات مولی.
- التنقیح فی المنطق (اللمعات الإشراقیة فی الفنون المنطقیة)
- الحشریة
- الخلسة
- خلق الأعمال (الجبر والتفویض ـ القدر فی الأفعال)، ترجمه علی بابایی، انتشارات مولی.
- دیباجة عرش التقدیس
- شواهد الربوبیة
- الفوائد:

الف ـ رد الشبهات الإبلیسیة
ب ـ شرح حدیث «کنت کنزا مخفیا …»
ج ـ فی بیان الترکیب بین المادة والصورة وإرتباطها بقاعدة بسیط الحقیقة
د ـ فی ذیل آیة الأمانة
ه ـ فی المواد الثلاث
- رسالة اللمیة فی إختصاص الفلک بموضع معین (حل الإشکالات الفلکیة)
- رسالة فی المزاج
- تفسیر سورة التوحید (۱)
- تفسیر سورة التوحید (۲)
- رسالة الوجود
- حل شبهة الجذر الأصم
- کسر اصنام الجاهلیة
- التصور والتصدیق
- شرح الهدایة الأثیریة
- التعلیقة علی شرح حکمة الإشراق
- الحاشیة علی القبسات
- اثبات شوق الهیولی بالصورة
- شرح حدیث «خلق الأرواح قبل الأجساد بألفی عام»
- الحرکة الجوهریة
- الحاشیة علی الرواشح السماویة (مشکوک)
- تفسیر حدیث «الناس نیام فإذا ماتوا إنتبهوا» (مشکوک)
- رسالة فی الإمامة (مشکوک)

- دیوان شعر (جمع‌آوری ملا محسن فیض کاشانی)، تصحیح محمد خواجوی، انتشارات مولی.
- نامه‌ها (دو نامه به میرداماد و…)

متفرقه
- کشکول (عبارات و نکته‌های برگزیدهٔ او از کتب فلسفی و عرفانی و شعر)

## ملاصدرا در آثار هنرمندان

### مجموعه تلویزیونی
- حسن فتحی، کارگردان ایرانی، در سال ۱۳۷۸ مجموعه تلویزیونی روشن تر از خاموشی را از زندگی ملاصدرا و شاه عباس صفوی ساخت که حسین یاری، نقش ملاصدرا را ایفا نمود.
- در سریال مدار صفر درجه که از ساخته‌های حسن فتحی است، نیز در مورد ملاصدرا صحبت‌هایی شده است.

### کتاب
- نادر ابراهیمی، کتابی با عنوان «مردی در تبعید ابدی»، دربارهٔ زندگی ملاصدرا (از آغاز تا تبعید) به رشتهٔ نگارش درآورده است.
- «ملاصدرا فیلسوف و متفکر بزرگ ایرانی» عنوان کتابی است نوشته هانری کربن و جمعی از خاورشناسان، ترجمه و اقتباس ذبیح‌الله منصوری